# ایچی موکو
ایچی موکو یک روش تجزیه و تحلیل برای استفاده در بازارهای مالی و سرمایه است که به جهت تکامل نمودارهای شمعی (ژاپنی) برای بالا بردن دقت پیش‌بینی حرکت استفاده می‌شودروش ایچی موکو توسط هوسودا گوئیچی (Hosoda Goichi) در سال ۱۹۳۰ اختراع شد و هوسدا گوئیچی ۳۰ سال زمان برای بهینه سازی ایچی موکو گذاشت تا سیستمی که تعادل را به ما نشان بدهد بسازد. او سی سال از عمر خود را در صرف این تکنیک کرد. ایچی موکو در یک نگاه به معنای «چارت تعادلی» و از یک منظر به «نمودار ابرها» معنا می‌شود.  ایچیموکو درک درستی به پیش‌بینی روند در آینده به شخص تحلیلگر میدهد و فلسفه عمیقی در درست درک شدن در خود جای داده است. عوامل ایچی موکو در کنارقیمت وظیفه تحلیل زمانی را به عنوان یک عنصر اضافی برعهده دارد، چیزی شبیه به ایده‌های ویلیام Delbert گن. این ایده هم‌اکنون تحلیلگران بسیاری را به خود جلب کرده که با تلفیق تکنیکهای غربی خالق پیش‌بینی‌های نسبتاً دقیق و درستی شده‌است.

## معرفی
ابر ایچیموکو روشی برای تحلیل فنی است که چندین شاخص را در یک نمودار واحد ترکیب می‌کند. آن بر روی نمودارهای شمعی به عنوان یک ابزار تجاری استفاده می‌شود که بینشی در مورد حمایت بالقوه و مناطق قیمت مقاومت فراهم می‌کند. همچنین از آن به عنوان یک ابزار پیش‌بینی استفاده می‌شود، و بسیاری از تجار آن را هنگام تلاش برای تعیین مسیر رونده‌ای آینده و حرکت بازار بکار می‌گیرند. ابر ایچیموکو در اواخر دهه ۱۹۳۰ توسط یک روزنامه‌نگار ژاپنی به نام گویچی هوسادا تصور شد. با این حال، استراتژی تجارت مبتکرانه او تنها در سال ۱۹۶۹، بعد از دهه‌ها مطالعات و پیشرفت‌های فنی منتشر شد. هوسادا آن را «نمودار تعادل در یک نگاه» نامید.

## خط تنکان سن (tenkan-sen)
خط تانکان سن یا خط conversion ( خط آبی رنگ ) به عنوان حمایت یا مقاومت کوچک در نظر گرفته می شود . 
اگر خط آبی رنگ به بالا یا پایین حرکت کند نشان می دهد که بازار دارای روند (صعودی یا نزولی) است و اگر به صورت ثابت و افقی حرکت کند نشان می دهد که بازار بدون روند یا خنثی است . 
خط تانکان سن از بالاترین قیمت در کندل + پایین ترین قیمت در کندل ) تقسیم بر ۲ برای بازه زمانی ۹ عدد کندلی تشکیل میشود . بازه کندلی در نمودار قابل تغییر است و هر معامله گر با توجه به روش خود بازه کندلی را تغییر می دهد . برای مثل اگر چارچوب زمانی یا تایم فریم نمودار روزانه باشد خط تانکان سن بر اساس ۹ روز گذشته محاسبه می شود .

## خط کیجون سن ( kijun-sen )

### خط base line خط بیس لاین
خط کیجون سن تاییده ای است که برای قیمت در آینده استفاده می شود .اگر قیمت بالای خط قرمز رنگ باشد روند میتواند ادامه پیدا کند و قیمت بالاتر نیز برود . اگر قیمت پایین خط قرمز باشد روند ادامه پیدا خواهد کرد و قیمت میتواند باز هم کاهش پیدا کند.
```
خط کیجون سن از بالاترین قیمت در کندل + پایین ترین قیمت در کندل ) تقسیم بر ۲ برای بازه زمانی ۲۶ عدد کندلی تشکیل میشود . بازه کندلی در نمودار قابل تغییر است و هر معامله گر با توجه به روش خود بازه کندلی را تغییر می دهد . برای مثل اگر چارچوب زمانی یا تایم فریم نمودار روزانه باشد خط کیجون سن بر اساس ۲۶ روز گذشته محاسبه می شود .
```

## تنظیمات ابر ایچیموکو
هوسادا پس از سه دهه تحقیق و آزمایش به این نتیجه رسید که تنظیمات (۹، ۲۶، ۵۲) بهترین نتیجه را داشته‌اند. پس از آن، برنامه کار ژاپن شامل شنبه‌ها بود، بنابراین عدد ۹ نشان‌دهنده یک هفته و نیم (۶ + ۳ روز) بود. اعداد ۲۶ و ۵۲ به ترتیب یک و دو ماه هستند.
در حالی که این تنظیمات هنوز در اغلب زمینه‌های تجاری ترجیح داده می‌شوند، چارتیست‌ها همیشه قادر به تطبیق آن‌ها با استراتژی‌های مختلف هستند. برای مثال، در بازارهای درحال ظهور، بسیاری از بازرگانان تنظیمات ایچیموکو را برای انعکاس ۲۴ / ۷ تنظیم می‌کنند - اغلب از (۹، ۲۶، ۵۲) تا (۱۰، ۳۰، ۶۰) تغییر می‌کنند. برخی حتی فراتر می‌روند و تنظیمات را به عنوان راهی برای کاهش سیگنال‌های نادرست تنظیم می‌کنند (۲۰، ۶۰، ۱۲۰).
با این حال، بحث‌های ادامه‌دار در مورد چگونگی تغییر مؤثر تنظیمات ممکن است وجود داشته باشد. در حالی که برخی استدلال می‌کنند که سازگاری با آن‌ها منطقی است، برخی ادعا می‌کنند که رها کردن تنظیمات استاندارد تعادل سیستم را مختل کرده و سیگنال‌های نامعتبر زیادی تولید می‌کند.
با توجه به مولفه‌های متعدد آن، ابر ایچیموکو انواع مختلفی از سیگنال‌ها را تولید می‌کند. ما ممکن است آن‌ها را به سرعت و سیگنال‌های گرایشی تقسیم کنیم.
سیگنال‌های نیروی حرکت: براساس رابطه بین قیمت بازار، خط پایه و خط تبدیل تولید می‌شوند. سیگنال‌های حرکتی گاوی زمانی تولید می‌شوند که هم هر دو خط تبدیل و هم قیمت بازار بالاتر از خط پایه باشند. سیگنال‌های حرکتی خرسی زمانی تولید می‌شوند که هر دو تبدیل خط تبدیل و هم قیمت بازار زیر خط پایه حرکت کنند. تقاطع بین خط تبدیل (Tenkan - sen) و خط پایه (Kijun - sen) اغلب به عنوان یک صلیب TK یاد می‌شود.
سیگنال‌های پی‌گیری شده: با توجه به رنگ ابر و به موقعیت قیمت بازار در رابطه با ابر تولید می‌شوند. همان‌طور که ذکر شد، رنگ ابر نشان‌دهنده تفاوت میان گروه پیشتاز A و B است.
به بیان ساده، زمانی که قیمت‌ها به‌طور مداوم در بالای ابرها قرار دارند، احتمال بالاتری وجود دارد که دارایی در روند رو به بالا باشد. در مقابل، قیمت در پایین ابرها ممکن است به عنوان علامت نزولی تفسیر شود که یک روند نزولی را نشان می‌دهد. به استثنای چند استثنا، این روند ممکن است هنگامی که قیمت‌ها در حال انجام حرکات یک طرفه در داخل ابر هستند، صاف یا بی‌طرف در نظر گرفته شوند.
دهانه چیکو یک عنصر دیگر است که می‌تواند به تجار کمک کند و روند معکوس را معکوس کند. این امر بینش در مورد قدرت اقدام قیمت، احتمالاً تأیید یک روند صعودی در هنگام حرکت بالاتر از قیمت بازار، یا گرایش نزولی در هنگام پایین را فراهم می‌کند. به‌طور معمول، دهانه پیشرو در ارتباط با دیگر اجزای ابر ایچیموکو استفاده می‌شود، و نه به خودی خود.

## سطوح مقاومت و حمایت
مقاومت نمودار ایچیموکو نیز می‌تواند برای شناسایی زون‌های حمایت و مقاومت مورد استفاده قرار گیرد. نوعاً، هدایت پیشرو A (خط ابر سبز) به عنوان یک خط حمایتی در طول حرکت به سمت بالا و به عنوان یک خط مقاومت در طول حرکت به سمت پایین عمل می‌کند. در هر دو مورد، شمع‌ها تمایل دارد به هدایت پیشرو A نزدیک‌تر شود، اما اگر قیمت به سمت ابر حرکت کند، پیشرو B می‌تواند به عنوان یک خط پشتیبانی / مقاومت عمل کند. علاوه بر این، این واقعیت که هر دو دهانه‌ها پیشرو در عرض ۲۶ دوره در آینده پیش‌بینی می‌شوند، به تجار اجازه می‌دهد تا از مناطق مقاومت و مقاومت بالا را پیش‌بینی کنند.